# Blue wall

A "parede azul". Esses estados votaram no candidato presidencial democrata em todas as eleições de 1992 a 2020, com exceção de 2016.

"Blue wall" (em português:  Parede azul) é um termo usado por especialistas políticos para se referir a 18 estados dos EUA e ao Distrito de Columbia que o Partido Democrata venceu consistentemente nas eleições presidenciais entre 1992 e 2012. George W. Bush, o único presidente republicano eleito durante esse período, conseguiu vencer por pouco o colégio eleitoral em 2000 e 2004 apenas ao vencer os estados fora da parede azul.
Durante a eleição presidencial de 2016, muitos especialistas políticos especularam que a "parede azul" tornava Hillary Clinton uma grande favorita para vencer o colégio eleitoral. No entanto, o candidato republicano Donald Trump conseguiu vitórias nos três estados de parede azul de Michigan, Pensilvânia e Wisconsin, bem como um voto no colégio eleitoral de Maine, um quarto estado de parede azul. Ele foi eleito presidente com 306 votos no colégio eleitoral.
Na eleição presidencial dos Estados Unidos de 2020, o candidato democrata Joe Biden derrotou o presidente Trump ao reivindicar Wisconsin, Michigan e Pensilvânia para seu partido. O único avanço de Trump na "parede azul" em 2020 foi o único voto eleitoral do Maine, que ele venceu novamente. Coincidentemente, Biden conquistou 306 eleitores, o mesmo número que Trump conquistou em 2016.
O termo "parede vermelha" ou "mar vermelho" é menos comumente usado para se referir a estados em que os republicanos venceram consistentemente em ciclos eleitorais anteriores; no entanto, a maioria desses estados representa significativamente menos votos do colégio eleitoral do que a parede azul.

## Origem
Ronald Brownstein afirma ter cunhado o termo "parede azul" em 2009. Após a eleição presidencial de 2012, Paul Steinhauser chamou de "parede azul [...] o aglomerado de estados do leste, meio-oeste e oeste que tradicionalmente se tornaram democratas". A descrição mais antiga das forças que criam a parede azul vem de um blogueiro do Houston Chronicle, Chris Ladd. Republicano, Ladd escreveu em novembro de 2014 que a aparentemente impressionante vitória republicana nas eleições de meio de mandato de 2014 ofuscou outra tendência aparente nos resultados - um colapso demográfico e geográfico.
| “ | Para os republicanos que procuram maneiras de o partido assumir novamente a liderança na construção de uma agenda de governo nacionalmente relevante, a eleição de 2014 é um prelúdio para um desastre. A compreensão dessa tendência começa com um gráfico rígido. | ” |

A parede azul referia-se a um bloqueio demográfico democrata percebido no Colégio Eleitoral resultante do foco estreito do Partido Republicano nos interesses dos eleitores brancos, rurais e do sul. De acordo com Ladd, a presença da parede azul significa que "um candidato democrata minimamente eficaz" tem quase certeza de ganhar 257 votos eleitorais, apenas 13 abaixo do limite necessário para ganhar o Colégio Eleitoral e a presidência.

## Estados atrás da parede azul
Atrás dessa "parede azul" estavam os estados, muitos com um número relativamente alto de votos eleitorais, que pareciam solidamente apoiar o Partido Democrata, pelo menos em nível nacional, e que um candidato presidencial republicano provavelmente teria que anular, buscando um total de 270 votos eleitorais de outras regiões. Os estados atrás deste muro situam-se geralmente no Nordeste, e na Costa Oeste, e incluíam alguns dos estados dos Grandes Lagos. Em cada um dos 6 ciclos de eleições presidenciais anteriores a 2016, o Partido Democrata venceu 18 desses estados (além do Distrito de Columbia), totalizando 238 dos 270 votos necessários para vencer. Os "três grandes" estados redutos democratas incluem Califórnia, Nova York e Illinois.
Os estados que ficaram atrás dessa parede azul geralmente incluíam aqueles que os democratas haviam conquistado desde a eleição presidencial de 1992 até a eleição presidencial de 2016 que incluía (em ordem decrescente de população e seguido pelo número atual de votos eleitorais): Califórnia (54), Nova York (28), Illinois (19), Pensilvânia (19), Michigan (15), Nova Jersey (14), Washington (12), Massachusetts (11), Maryland (10), Minnesota (10), Wisconsin (10), Oregon (8), Connecticut (7), Havaí (4), Maine (4), Rhode Island (4), Delaware (3) e Vermont (3), bem como Washington, DC (3); isto é um total de 238 votos. Se Al Gore tivesse vencido New Hampshire (4) em 2000 e se John Kerry tivesse vencido Novo México (5) e Iowa (7), em 2004, todos esses três estados também teriam se tornado parte dos estados da parede azul desde 1992. A última vez que qualquer um desses estados votou no candidato presidencial republicano antes de 2016 foi quando George HW Bush derrotou Michael Dukakis em 1988 e levou Califórnia, Illinois, Pensilvânia, Michigan, Nova Jersey, Maryland, Connecticut, Maine, Delaware e Vermont. A última vez que Nova York, Washington, Massachusetts, Wisconsin, Oregon, Havaí e Rhode Island votaram no candidato presidencial republicano antes de 2016 foi quando Ronald Reagan foi reeleito em 1984. Um desses estados, Minnesota, não é eleito candidato presidencial republicano desde 1972. O Distrito de Columbia votou no candidato democrata em todas as eleições desde que foi admitido no colégio eleitoral para a eleição de 1964.

## 2016: Fim da parede azul

Os estados que tradicionalmente votaram em azul (democrata), mas votaram no republicano em 2016, estão marcados em vermelho. Minnesota (um estado histórico de parede azul), foi vencido pelos democratas por apenas 1,5% e Maine por 3% em 2016. Além disso, um distrito congressional no norte do Maine deu ao GOP um voto eleitoral.

O "bloqueio" dos democratas nesses estados foi questionado entre 2012 e 2016, já que vários foram competitivos nas eleições recentes, e muitos tinham republicanos atualmente ocupando cargos eleitos em todo o estado, geralmente senadores ou governadores.
Nate Silver criticou a ideia da parede azul, apontando para uma "parede vermelha/mar vermelho" semelhante de estados que votaram nos republicanos de 1968 a 1988. Ele argumentou que a parede azul simplesmente representava uma "corrida muito boa" nas eleições e que ganhos relativamente pequenos no voto popular poderiam virar alguns de seus estados para os republicanos. Isso foi visto na eleição de 2016, onde os eleitores de estados industriais tradicionalmente atrás da parede azul votaram em Donald Trump, dando-lhe a vitória na Pensilvânia, Wisconsin, Michigan e no 2º distrito congressional do Maine.

## 2020: Ressurgimento da parede azul
Durante a eleição presidencial de 2020 nos Estados Unidos, o candidato democrata Joe Biden venceu nos estados de Wisconsin, Michigan e Pensilvânia. No entanto, Biden levou esses estados apenas por margens de 0,5–3 pontos, um desempenho inferior considerável em comparação com as margens de Obama nesses estados em 2008 e 2012. As tendências de longo prazo parecem menos favoráveis aos democratas nesses estados, já que todos eles votaram à direita da média nacional e muitos eleitores brancos da classe trabalhadora estão se movendo em direção aos republicanos.
Biden também invadiu a parede/mar vermelho ao vencer Arizona, Geórgia e o 2º distrito de Nebraska. No entanto, o 2º distrito do Maine votou em Donald Trump. De muitas maneiras, a parede azul não morreu, mas mudou nos últimos anos de conter todos os estados que John Kerry venceu em 2004 (com exceção de New Hampshire) e, em vez disso, substituiu Wisconsin, Michigan e Pensilvânia pelo Novo México, Colorado e Virgínia. Embora tenham sido eleitos apenas por um candidato democrata por quatro eleições consecutivos, Joe Biden venceu todos os três estados por mais de 10% em 2020, e as mudanças demográficas nesses três estados continuam a reforçar a força dos democratas lá.

## Mar Vermelho

Estados de parede vermelha, junto com o ano em que estão vermelhos desde então. Todos os estados coloridos neste mapa são vermelhos desde pelo menos 2000.

Os estados que os republicanos venceram nas últimas onze eleições (de 1980 a 2020) são Texas (40), Alabama (9), Carolina do Sul (9), Oklahoma (7), Mississippi (6), Utah (6), Kansas (6), Nebraska (4) (mas não o 2º distrito de Nebraska), Idaho (4), Dakota do Sul (3), Dakota do Norte (3), Alasca (3) e Wyoming (3), totalizando 103 votos. Além disso, Tennessee (11), Missouri (10), Kentucky (8), Louisiana (8), Arkansas (6), West Virginia (4) e Montana (4) foram vencidos pelos republicanos nas últimas seis eleições (de 2000 a 2020), fazendo acréscimos mais recentes ao muro/mar vermelho, elevando o total de votos eleitorais para 154. Outros estados com um recorde republicano de 10 em 11 (de 1980 a 2020) incluem a Carolina do Norte (16) e Indiana (11), cujos 27 votos eleitorais somados aos 154 dos vinte estados do Mar Vermelho anteriores perfazem um total de 181 votos eleitorais.
Os ex-estados da parede vermelha/mar incluem Geórgia e Arizona, que foram vencidos pelos republicanos em 8 das 9 eleições de 1984 a 2016, mas foram vencidos pelos democratas em 2020 e agora são considerados estados indecisos; O Texas, que foi vencido pelos republicanos nas últimas 11 eleições presidenciais, agora também é considerado um estado indeciso, pois foi vencido pelos republicanos por apenas 5,6% em 2020, e as pesquisas mostraram uma disputa acirrada.

## Nas eleições presidenciais
Votos presidenciais em estados de parede azul desde 1876: